# 태즈먼해

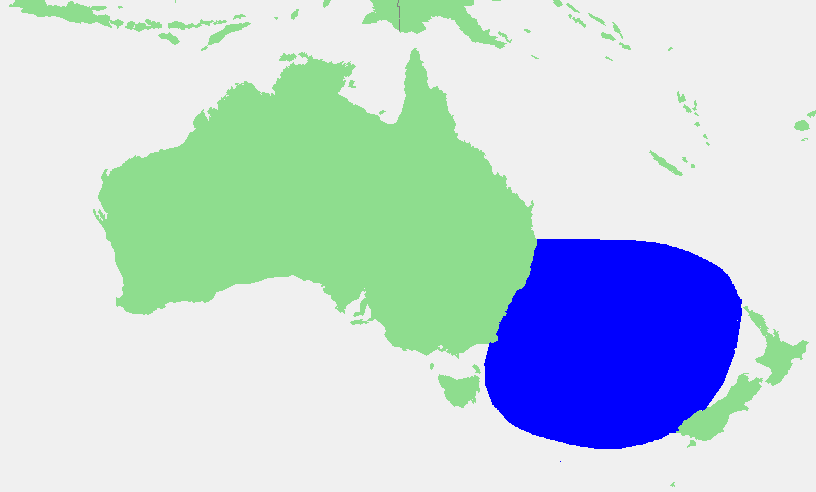
태즈먼해의 위치

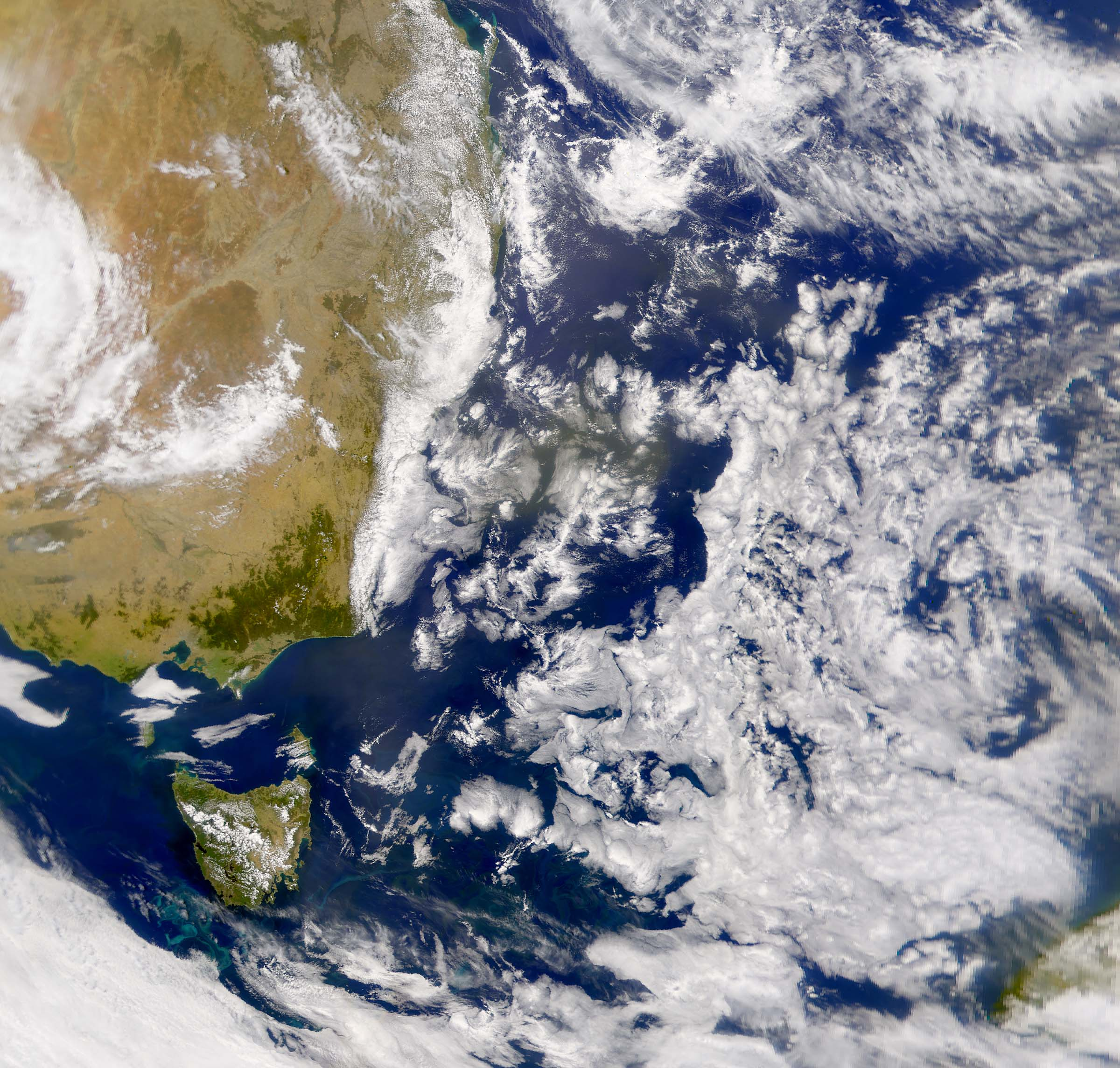
태즈먼해의 위성 사진

태즈먼해(-海; Tasman Sea)는 오스트레일리아와 뉴질랜드 사이에 있는 바다로, 남태평양의 남서쪽 끝에 위치하며, 크기는 동서로는 약 2,000 km, 남북으로는 약 2,800 km. 면적은 약 230만 km2. 수심은 최대 5,257 m에 달한다. 바다의 이름은 뉴질랜드와 태즈메이니아섬을 처음 발견한 유럽인으로 기록되어 있는 네덜란드의 탐험가 아벌 타스만의 이름을 따서 지어졌다. 이후 영국의 탐험가 제임스 쿡이 그의 첫 번째 항해 중이었던 1770년대에 태즈먼해를 더 자세하게 관측했다.